# Lijst van parochies van het bisdom Antwerpen
Het bisdom Antwerpen in de Belgische provincie Antwerpen tet 259 parochies, gegroepeerd in twee vicariaten, 7 dekenaten, en 26 pastorale eenheden en 4 federaties.
De onderstaande lijst geeft een overzicht van de parochies. Per parochie wordt de naam gegeven (dit is ook de naam van de patroonheilige); de administratieve (deel)gemeente waarin de parochie (grotendeels) ligt en een foto van de kerk.

## Vicariaat Antwerpen
Het vicariaat Antwerpen telt 60 parochies gegroepeerd in 3 dekenaten en 8 federaties of pastorale eenheden en omvat vrijwel geheel de gemeenten Antwerpen, Stabroek, Hemiksem, Niel, Schelle, Aartselaar, Boom en Rumst.

### Dekenaat Antwerpen-Centrum
| Parochie                             | Stad/dorp/wijk  | Gemeente  | Kerk                            |
| Federatie Antwerpen-Centrum          |                 |           |                                 |
| Onze-Lieve-Vrouw ten Hemel Opgenomen | Antwerpen       | Antwerpen | Onze-Lieve-Vrouwekathedraal     |
| Sint-Andries                         | Antwerpen       | Antwerpen | Sint-Andrieskerk                |
| Sint-Carolus Borromeus               | Antwerpen       | Antwerpen | Sint-Carolus Borromeuskerk      |
| Sint-Jacob de Meerdere               | Antwerpen       | Antwerpen | Sint-Jacobskerk                 |
| Sint-Joris                           | Antwerpen       | Antwerpen | Sint-Joriskerk                  |
| Sint-Paulus                          | Antwerpen       | Antwerpen | Sint-Pauluskerk                 |
| Sint-Walburgis                       | Antwerpen       | Antwerpen | Sint-Walburgiskerk              |
| Sint-Anna ten Drieën                 | Linkeroever     | Antwerpen | Sint-Annakerk                   |
| Federatie Antwerpen-Noord            |                 |           |                                 |
| Heilig Hart                          | Dambrugge       | Antwerpen | Heilig Hartkerk                 |
| Sint-Amandus                         | Sint-Amandus    | Antwerpen | Sint-Amanduskerk                |
| Sint-Antonius van Padua              | Antwerpen       | Antwerpen | Sint-Antoniuskerk               |
| Sint-Willibrordus                    | Seefhoek        | Antwerpen | Sint-Willibrorduskerk           |
| Sint-Lambertus en Sint-Job           | Dam             | Antwerpen | Sint-Lambertuskerk              |
| Onze-Lieve-Vrouw Boodschap           | Luchtbal        | Antwerpen | Onze-Lieve-Vrouw-Boodschapskerk |
| Sint-Eligius                         | Luchtbal        | Antwerpen | Sint-Eligiuskerk                |
| Federatie Antwerpen-Zuid             |                 |           |                                 |
| Heilige Geest                        | Klein-Antwerpen | Antwerpen | Heilige Geestkerk               |
| Sint-Jan de Doper                    | Brederode       | Antwerpen | Sint-Jan-De-Doperkerk           |
| Sint-Laurentius                      | Markgrave       | Antwerpen | Sint-Laurentiuskerk             |
| Sint-Michiel en Sint-Pieter          | Brederode       | Antwerpen | Sint-Michiel-en-Sint-Petruskerk |
| Federatie Borgerhout                 |                 |           |                                 |
| Sint-Norbertus                       | Zurenborg       | Antwerpen | Sint-Norbertuskerk              |
| Onze-Lieve-Vrouw ter Sneeuw          | Borgerhout      | Antwerpen | Onze-Lieve-Vrouw-ter-Sneeuwkerk |

### Dekenaat Antwerpen-Noord
| Parochie                                               | Dorp/Stad/Wijk | Gemeente  | Kerk                                            |
| Pastorale Eenheid Heilige Christoffel                  |                |           |                                                 |
| Heilige Drievuldigheid                                 | Berchem        | Antwerpen | Heilige Drievuldigheidskerk                     |
| Sint-Franciscus Xaverius                               | Borgerhout     | Antwerpen | Sint-Franciscus Xaveriuskerk                    |
| Onze-Lieve-Vrouw van het Heilig Hart                   | Borgerhout     | Antwerpen | Onze-Lieve-Vrouw van het Heilig Hartkerk        |
| Blijde Boodschap                                       | Deurne         | Antwerpen | Blijde Boodschapkerk                            |
| Heilige Lodewijk van Montfort                          | Deurne         | Antwerpen | Heilige Lodewijk van Monfortkerk                |
| Heilige Pius X                                         | Deurne         | Antwerpen | Pius X-kerk                                     |
| Onze-Lieve-Vrouw van Altijddurende Bijstand            | Deurne         | Antwerpen | Onze-Lieve-Vrouw van Altijddurende Bijstandkerk |
| Sint-Fredegandus                                       | Deurne         | Antwerpen | Sint-Fredeganduskerk                            |
| Sint-Jozef                                             | Deurne         | Antwerpen | Sint-Jozefskerk                                 |
| Sint-Paulus                                            | Deurne         | Antwerpen | Sint-Pauluskerk                                 |
| Sint-Rochus                                            | Deurne         | Antwerpen | Sint-Rochuskerk                                 |
| Emmanuel                                               | Deurne         | Antwerpen | Sint-Rumolduskerk                               |
| Heilige Familie                                        | Kronenburg     | Antwerpen | Heilige-Familiekerk                             |
| Pastorale Eenheid Oscar Romero Merksem-Ekeren-Stabroek |                |           |                                                 |
| Sint-Bartholomeüs                                      | Merksem        | Antwerpen | Sint-Bartholomeuskerk                           |
| Onze-Lieve-Vrouw van Zeven Smarten                     | Merksem        | Antwerpen | Onze-Lieve-Vrouw van Zeven Smartenkerk          |
| Heilig Sacrament                                       | Merksem        | Antwerpen | Heilig Sacramentskerk                           |
| Sint-Jozef                                             | Merksem        | Antwerpen | Sint-Jozefskerk                                 |
| Sint-Lambertus                                         | Ekeren         | Antwerpen | Sint-Lambertuskerk                              |
| Sint-Laurentius                                        | Ekeren         | Antwerpen | Sint-Laurentiuskerk                             |
| Onze-Lieve-Vrouw Geboorte                              | Hoevenen       | Stabroek  | Onze-Lieve-Vrouw-Geboortekerk                   |
| Sint-Catharina                                         | Stabroek       | Stabroek  | Sint-Catharinakerk                              |
| Sint-Gertrudis                                         | Zandvliet      | Antwerpen | Sint-Gertrudiskerk                              |

### Dekenaat Antwerpen-Zuid
| Parochie                                               | Dorp/Stad/Wijk | Gemeente   | Kerk                                |
| Pastorale Eenheid Sint-Bernardus Niel-Schelle-Hemiksem |                |            |                                     |
| Sint-Niklaas                                           | Hemiksem       | Hemiksem   | Sint-Niklaaskerk                    |
| Onze-Lieve-Vrouw Geboorte                              | Niel           | Niel       | Onze-Lieve-Vrouw Geboortekerk       |
| Sint-Petrus en Paulus                                  | Schelle        | Schelle    | Sint-Petrus en Pauluskerk           |
| Pastorale Eenheid Rupelkerk Sint-Franciscus            |                |            |                                     |
| Onbevlekt Hart van Maria                               | Aartselaar     | Aartselaar | Onbevlekt Hart van Mariakerk        |
| Heilig Hart                                            | Boom           | Boom       | Heilig Hartkerk                     |
| Onze-Lieve-Vrouw                                       | Boom           | Boom       | Onze-Lieve-Vrouw en Sint-Rochuskerk |
| Sint-Maria Magdalena                                   | Reet           | Rumst      | Maria Magdalenakerk                 |
| Sint-Pieter                                            | Rumst          | Rumst      | Sint-Pieterskerk                    |
| Heilige Familie                                        | Vosberg        | Rumst      | Heilige Familiekerk                 |
| Pastorale Eenheid Damiaan Hoboken-Berchem-Kiel-Wilrijk |                |            |                                     |
| Christus Koning                                        | Kiel           | Antwerpen  | Christus Koningkerk                 |
| Sint-Bernardus                                         | Kiel           | Antwerpen  | Sint-Bernarduskerk                  |
| Sint-Catharina                                         | Kiel           | Antwerpen  | Sint-Catharinakerk                  |
| Sint-Willibrordus                                      | Berchem        | Antwerpen  | Sint-Willibrorduskerk               |
| De Verrezen Heer                                       | Het Rooi       | Antwerpen  | De Verrezen Heer                    |
| Heilige Theresia van het Kind Jesus                    | Luithagen      | Antwerpen  | Sint-Theresiakerk                   |
| Heilig Sacrament                                       | Groenenhoek    | Antwerpen  | Heilig Sacramentskerk               |
| Onze-Lieve-Vrouw Middelares en Sint-Lodewijk           | Berchem        | Antwerpen  | Onze-Lieve-Vrouw Middelareskerk     |
| Heilige Familie                                        | Hoboken        | Antwerpen  | Heilige-Familiekerk                 |
| Onze-Lieve-Vrouw-Geboorte                              | Hoboken        | Antwerpen  | Onze-Lieve-Vrouw-Geboortekerk       |
| Sint-Jozef                                             | Moretusburg    | Antwerpen  | Sint-Jozefskerk                     |
| Heilig Hart                                            | Zwaantjes      | Antwerpen  | Heilig Hartkerk                     |
| Sint-Bavo                                              | Wilrijk        | Antwerpen  | Sint-Bavokerk                       |
| Sint-Jan Maria Vianney                                 | Valaar         | Antwerpen  | Sint-Jan Maria Vianneykerk          |
| Sint-Jan Evangelist                                    | Wilrijk        | Antwerpen  | Sint-Jan Evangelistkerk             |
| Pius X                                                 | Wilrijk        | Antwerpen  | Pius X-kerk                         |
| Heilige Naam Jezus                                     | Eden-Neerland  | Antwerpen  | Heilige Naam Jezuskerk              |

## Vicariaat Kempen
Het vicariaat Kempen telt 199 parochies gegroepeerd in 4 dekenaten en 21 pastorale eenheden. Het omvat de gemeenten Oud-Turnhout, Turnhout, Kasterlee, Lille, Dessel, Retie, Arendonk, Baarle-Hertog, Ravels, Beerse, Merksplas, Vosselaar, Heist-op-den-Berg, Putte, Boechout, Hove, Aartselaar, Kontich, Lint, Berlaar, Nijlen, Edegem, Mortsel, Lier, Ranst, Zandhoven, Brecht, Wuustwezel, Hoogstraten, Rijkevorsel, Brasschaat, Kapellen, Kalmthout, Essen, Zoersel, Malle, Schilde, Schoten, Wijnegem, Wommelgem, Balen, Mol, Geel, Laakdal, Meerhout, Grobbendonk, Herenthout, Vorselaar, Olen, Herentals, Herselt, Westerlo, Hulshout en het Antwerpse district Borsbeek.

### Dekenaat Kempen-Oost
| Parochie                                                 | Dorp/Stad/Wijk   | Gemeente      | Kerk                                            |
| Pastorale Eenheid Clara van Assisi                       |                  |               |                                                 |
| Sint-Antonius Abt                                        | Oosthoven        | Oud-Turnhout  | Sint-Antonius Abtkerk                           |
| Sint-Bavo                                                | Oud-Turnhout     | Oud-Turnhout  | Sint-Bavokerk                                   |
| Emmaüs                                                   | Schorvoort       | Turnhout      | Sint-Franciscus van Assisikerk                  |
| Goddelijk Kind Jezus                                     | Turnhout         | Turnhout      | Goddelijk Kind Jezuskerk                        |
| Onze-Lieve-Vrouw Middelares                              | Turnhout         | Turnhout      | Onze-Lieve-Vrouw Middelareskerk                 |
| Sint-Pieter                                              | Turnhout         | Turnhout      | Sint-Pieterskerk                                |
| Pinksterkerk                                             | Stokt            | Turnhout      | Pinksterkerk                                    |
| Onbevlekt Hart Maria Koningin der Wereld                 | Zwaneven         | Oud-Turnhout  | Onbevlekt Hart Maria Koninginkerk               |
| Pastorale Eenheid Zacheüs - Kasterlee-Lille              |                  |               |                                                 |
| Sint-Willibrordus                                        | Kasterlee        | Kasterlee     | Sint-Willibrorduskerk                           |
| Onze-Lieve-Vrouw                                         | Lichtaart        | Kasterlee     | Onze-Lieve-Vrouwekerk                           |
| Sint-Margarita                                           | Tielen           | Kasterlee     | Sint-Margaritakerk                              |
| Onze-Lieve-Vrouw Geboorte                                | Gierle           | Lille         | Onze-Lieve-Vrouwekerk                           |
| Sint-Pieter                                              | Lille            | Lille         | Sint-Pieterskerk                                |
| Sint-Amelberga                                           | Wechelderzande   | Lille         | Sint-Amelbergakerk                              |
| Pastorale Eenheid Heilige Augustinus Dessel-Retie-Postel |                  |               |                                                 |
| Sint-Niklaas                                             | Dessel           | Dessel        | Sint-Niklaaskerk                                |
| Heilige Familie                                          | Witgoor          | Dessel        | Heilige Familiekerk                             |
| Sint-Martinus                                            | Retie            | Retie         | Sint-Martinuskerk                               |
| Sint-Job                                                 | Schoonbroek      | Retie         | Sint-Jobskerk                                   |
| Pastorale Eenheid Heilige Nicolaas van Poppel            |                  |               |                                                 |
| Onze-Lieve-Vrouw ten Hemel Opgenomen                     | Arendonk         | Arendonk      | Onze-Lieve-Vrouw en Sint-Jobkerk                |
| Sint-Remigius                                            | Baarle-Hertog    | Baarle-Hertog | Sint-Remigiuskerk                               |
| Sint-Jan Baptist                                         | Weelde           | Ravels        | Sint-Jan Baptistkerk                            |
| Sint-Adrianus                                            | Eel              | Ravels        | Sint-Adrianuskerk                               |
| Sint-Jozef                                               | Voorheide        | Arendonk      | Sint-Jozefskerk                                 |
| Sint-Michiel                                             | Weelde           | Ravels        | Sint-Michielskerk                               |
| Onze-Lieve-Vrouw van de Rozenkrans                       | Weelde-Station   | Ravels        | Onze-Lieve-Vrouw van de Rozenkranskerk          |
| Sint-Servatius                                           | Ravels           | Ravels        | Sint-Servatiuskerk                              |
| Sint-Valentinus                                          | Poppel           | Ravels        | Sint-Valentinuskerk                             |
| Pastorale Eenheid Don Bosco                              |                  |               |                                                 |
| Sint-Lambertus                                           | Beerse           | Beerse        | Sint-Lambertuskerk                              |
| Onze-Lieve-Vrouw van Altijddurende Bijstand              | Beerse, Den Hout | Beerse        | Onze-Lieve-Vrouw van Altijddurende Bijstandkerk |
| Sint-Willibrordus                                        | Merksplas        | Merksplas     | Sint-Willibrorduskerk                           |
| Sint-Quirinus                                            | Vlimmeren        | Beerse        | Sint-Quirinuskerk                               |
| Onze-Lieve-Vrouw                                         | Vosselaar        | Vosselaar     | Onze-Lieve-Vrouwekerk                           |
| Sint-Rumoldus                                            | Zondereigen      | Baarle-Hertog | Sint-Rumolduskerk                               |

### Dekenaat Kempen-West
| Parochie                                             | Dorp/Stad/Wijk    | Gemeente          | Kerk                                                      |
| Pastorale Eenheid Mozes - Heist-op-den-Berg - Putte  |                   |                   |                                                           |
| Onze-Lieve-Vrouw van Altijddurende Bijstand          | Hallaar           | Heist-op-den-Berg | Onze-Lieve-Vrouw-van-Bijstandkerk                         |
| Heilig Hart                                          | Heist-op-den-Berg | Heist-op-den-Berg | Heilig Hartkerk                                           |
| Sint-Lambertus                                       | Heist-op-den-Berg | Heist-op-den-Berg | Sint-Lambertuskerk                                        |
| Sint-Guibertus                                       | Itegem            | Heist-op-den-Berg | Sint-Guibertuskerk                                        |
| Sint-Jan Baptist                                     | Wiekevorst        | Heist-op-den-Berg | Sint-Jan Baptistkerk                                      |
| Sint-Salvator                                        | Booischot         | Heist-op-den-Berg | Sint-Salvatorkerk                                         |
| Sint-Alfonsus                                        | Heist-Goor        | Heist-op-den-Berg | Sint-Alfonsius de Liguorikerk                             |
| Onze-Lieve-Vrouw en Sint-Jozef                       | Pijpelheide       | Heist-op-den-Berg | Onze-Lieve-Vrouw en Sint-Jozefkerk                        |
| Onze-Lieve-Vrouw Koningin van Vrede                  | Zonderschot       | Heist-op-den-Berg | Onze-Lieve-Vrouw Koningin van de Vredekapel               |
| Sint-Remigius                                        | Beerzel           | Putte             | Sint-Remigiuskerk                                         |
| Sint-Gerardus Majella                                | Grasheide         | Putte             | Sint-Gerardus Majellakerk                                 |
| Heilige Naam Jezus                                   | Grootlo           | Heist-op-den-Berg | Heilige Naam Jezuskerk                                    |
| Sint-Jozef                                           | Peulis            | Putte             | Sint-Jozefkerk                                            |
| Sint-Niklaas                                         | Putte             | Putte             | Sint-Niklaaskerk                                          |
| Sint-Jan Baptist                                     | Schriek           | Heist-op-den-Berg | Sint-Jan Baptistkerk                                      |
| Pastorale Eenheid Immanuel                           |                   |                   |                                                           |
| Sint-Bavo                                            | Boechout          | Boechout          | Sint-Bavokerk                                             |
| Sint-Jozef                                           | Hove              | Hove              | Sint-Jozefskerk                                           |
| Sint-Laurentius                                      | Hove              | Hove              | Sint-Laurentiuskerk                                       |
| Sint-Jan in de Olie                                  | Vremde            | Boechout          | Sint-Jan-in-de-Oliekerk                                   |
| Sint-Leonardus                                       | Aartselaar        | Aartselaar        | Sint-Leonarduskerk                                        |
| Sint-Martinus                                        | Kontich           | Kontich           | Sint-Martinuskerk                                         |
| Sint-Rita                                            | Kontich           | Kontich           | Sint-Ritakerk                                             |
| Onze-Lieve-Vrouw Onbevlekt Ontvangen                 | Kontich-Kazerne   | Kontich           | Onze-Lieve-Vrouw Onbevlekt Ontvangenkerk                  |
| Onze-Lieve-Vrouw Geboorte                            | Lint              | Lint              | Onze-Lieve-Vrouw-Geboortekerk                             |
| Sint-Michaël                                         | Waarloos          | Kontich           | Sint-Michielskerk                                         |
| Pastorale Eenheid Sint-Salvator                      |                   |                   |                                                           |
| Sint-Pieter                                          | Berlaar           | Berlaar           | Sint-Pieterskerk                                          |
| Sint-Rumoldus                                        | Berlaar-Heikant   | Berlaar           | Sint-Rumolduskerk                                         |
| Sint-Lambertus                                       | Gestel            | Berlaar           | Sint-Lambertuskerk                                        |
| Onze-Lieve-Vrouw ten Hemel Opgenomen                 | Bevel             | Nijlen            | Onze-Lieve-Vrouw-Tenhemelopgenomenkerk                    |
| Sint-Lambertus                                       | Kessel            | Nijlen            | Sint-Lambertuskerk                                        |
| Onze-Lieve-Vrouw Koningin van de Vrede               | Kessel            | Nijlen            | Onze-Lieve-Vrouw Koningin van de Vredekerk                |
| Onze-Lieve-Vrouw                                     | Nijlen            | Nijlen            | Onze-Lieve-Vrouwekerk                                     |
| Sint-Willibrordus                                    | Nijlen            | Nijlen            | Sint-Willibrorduskerk                                     |
| Pastorale Eenheid Heilige Maria Magdalena            |                   |                   |                                                           |
| Onze-Lieve-Vrouw van Lourdes en Sint-Antonius        | Edegem            | Edegem            | Onze-Lieve-Vrouw-van-Lourdesbasiliek en Sint-Antoniuskerk |
| Heilige Familie                                      | Elsdonk           | Edegem            | Heilige Familiekerk                                       |
| Sint-Jozef                                           | Edegem            | Edegem            | Sint-Jozefkerk                                            |
| Sint-Bernadette                                      | Mortsel           | Mortsel           | Sint-Bernadettekerk                                       |
| Sint-Benedictus                                      | Mortsel           | Mortsel           | Sint-Benedictuskerk                                       |
| Sint-Lodewijk                                        | Mortsel           | Mortsel           | Sint-Lodewijkskerk                                        |
| Heilig Kruis                                         | Oude God          | Mortsel           | Heilig Kruiskerk                                          |
| Pastorale Eenheid Heilige Gummarus en Zalig Beatrijs |                   |                   |                                                           |
| Heilige Familie                                      | Lier              | Lier              | Heilige Familiekerk                                       |
| Sint-Jan Evangelist                                  | Koningshooikt     | Lier              | Sint-Jan-Evangelistkerk                                   |
| Onze-Lieve-Vrouw Onbevlekt                           | Lachenen          | Lier              | Onze-Lieve-Vrouw-Onbevlekt-Ontvangenkerk                  |
| Heilig Hart                                          | Lier              | Lier              | Heilig Hartkerk                                           |
| Sint-Gummarus                                        | Lier              | Lier              | Sint-Gummaruskerk                                         |
| Heilig Kruis                                         | Lier              | Lier              | Heilig Kruiskerk                                          |
| Sint-Jozef en Sint-Bernardus                         | Lisp              | Lier              | Sint-Jozef en Sint-Bernarduskerk                          |
| Pastorale Eenheid Sara en Abraham                    |                   |                   |                                                           |
| Onze-Lieve-Vrouw Geboorte                            | Broechem          | Ranst             | Onze-Lieve-Vrouwekerk                                     |
| Sint-Gummarus                                        | Emblem            | Ranst             | Sint-Gummaruskerk                                         |
| Onze-Lieve-Vrouw ten Hemel Opgenomen                 | Oelegem           | Ranst             | Onze-Lieve-Vrouwekerk                                     |
| Sint-Pancratius                                      | Ranst             | Ranst             | Sint-Pancratiuskerk                                       |
| Sint-Stefaan                                         | Massenhoven       | Zandhoven         | Sint-Stefanuskerk                                         |
| Onze-Lieve-Vrouw ten Hemel Opgenomen                 | Pulderbos         | Zandhoven         | Onze-Lieve-Vrouwekerk                                     |
| Sint-Pieter en Pauwel                                | Pulle             | Zandhoven         | Sint-Petrus en Pauluskerk                                 |
| Sint-Willibrordus                                    | Viersel           | Zandhoven         | Sint-Willibrorduskerk                                     |
| Sint-Amelberga                                       | Zandhoven         | Zandhoven         | Sint-Amelbergakerk                                        |

### Dekenaat Noorderkempen
| Parochie                                                          | Dorp/Wijk/Stad         | Gemeente    | Kerk                                            |
| Pastorale Eenheid Sint-Franciscus                                 |                        |             |                                                 |
| Sint-Michiel                                                      | Brecht                 | Brecht      | Sint-Michielskerk                               |
| Sint-Pieter en Paulus                                             | Loenhout               | Wuustwezel  | Sint-Pieter en Pauwelkerk                       |
| Sint-Leonardus                                                    | Sint-Lenaarts          | Brecht      | Sint-Leonarduskerk                              |
| Sint-Catharina                                                    | Hoogstraten            | Hoogstraten | Sint-Catharinakerk                              |
| Onze-Lieve-Vrouw Bezoeking                                        | Meer                   | Hoogstraten | Onze-Lieve-Vrouw-Bezoekingkerk                  |
| Allerheiligste Verlosser                                          | Meerle                 | Hoogstraten | Allerheiligste Verlosserkerk                    |
| Heilige Drievuldigheid                                            | Meersel-Dreef          | Hoogstraten | Heilige Drievuldigheidkerk                      |
| Sint-Willibrordus                                                 | Rijkevorsel            | Rijkevorsel | Sint-Willibrorduskerk                           |
| Pastorale Eenheid Heilige Jacobus en Antonius Brasschaat-Kapellen |                        |             |                                                 |
| Sint-Antonius Abt                                                 | Brasschaat             | Brasschaat  | Sint-Antonius Abtkerk                           |
| Goddelijk Kind Jezus                                              | Bethanië               | Brasschaat  | Goddelijk Kind Jezuskerk                        |
| Heilig Hart                                                       | Donk                   | Brasschaat  | Heilig Hartkerk                                 |
| Sint-Jozef                                                        | Driehoek               | Brasschaat  | Sint-Jozefskerk                                 |
| Onze-Lieve-Vrouw Onbevlekt Ontvangen                              | Maria-ter-Heide        | Brasschaat  | Onze-Lieve-Vrouw-Onbevlekt-Ontvangenkerk        |
| Heilige Familie                                                   | Rustoord-Kaart         | Brasschaat  | Heilige-Familiekerk                             |
| Sint-Jozef                                                        | Gooreind               | Wuustwezel  | Sint-Jozeskerk                                  |
| Onze-Lieve-Vrouw van Fatima                                       | Essenhout              | Kapellen    | Onze-Lieve-Vrouw van Fatimakerk                 |
| Sint-Jozef                                                        | Hoogboom               | Kapellen    | Sint-Jozefskerk                                 |
| Sint-Jacobus de Meerdere                                          | Kapellen               | Kapellen    | Sint-Jacobus de Meerderekerk                    |
| Sint-Dionysius                                                    | Putte                  | Kapellen    | Sint-Dionysiuskerk                              |
| Onze-Lieve-Vrouw van Gedurige Bijstand                            | Sint-Mariaburg         | Antwerpen   | Onze-Lieve-Vrouw van Altijddurende Bijstandkerk |
| Onbevlekte Ontvangenis Maria                                      | Zilverenhoek           | Kapellen    | Onze-Lieve-Vrouw-Onbevlekt-Ontvangenkerk        |
| Pastorale Eenheid Onze-Lieve-Vrouw                                |                        |             |                                                 |
| Onze-Lieve-Vrouw ten Hemel Opgenomen                              | Wuustwezel             | Wuustwezel  | Onze-Lieve-Vrouw -Hemelvaartkerk                |
| Onze-Lieve-Vrouw Bezoeking en Bijstand                            | Achterbroek            | Kalmthout   | Onze-Lieve-Vrouw-Bezoekings- en Bijstandkerk    |
| Onze-Lieve-Vrouw Geboorte                                         | Essen                  | Essen       | Onze-Lieve-Vrouw Geboortekerk                   |
| Sint-Pieter                                                       | Essen-Hoek             | Essen       | Sint-Pieterskerk                                |
| Sint-Antonius van Padua                                           | Essen                  | Essen       | Sint-Antonius van Paduakerk                     |
| Sint-Jozef                                                        | Kalmthout, Heide       | Kalmthout   | Sint-Jozefskerk                                 |
| Sint-Vincentius a Paulo                                           | Horendonk              | Essen       | Sint-Vincentius a Paulokerk                     |
| Heilig Hart                                                       | Heuvel                 | Kalmthout   | Heilig Hartkerk                                 |
| Onze-Lieve-Vrouw                                                  | Kalmthout              | Kalmthout   | Onze-Lieve-Vrouwekerk                           |
| Onze-Lieve-Vrouw ten Hemel Opgenomen                              | Nieuwmoer              | Kalmthout   | Onze-Lieve-Vrouw-Hemelvaartkerk                 |
| Sint-Jan Baptist                                                  | Wildert                | Essen       | Sint-Jan Baptistkerk                            |
| Pastorale Eenheid Heilige Martha en Maria Malle-Zoersel           |                        |             |                                                 |
| Sint-Martinus                                                     | Halle                  | Zoersel     | Sint-Martinuskerk                               |
| Sint-Laurentius                                                   | Oostmalle              | Malle       | Sint-Laurentiuskerk                             |
| Sint-Antonius Abt                                                 | Zoersel                | Zoersel     | Sint-Antonius Abtkerk                           |
| Sint-Martinus                                                     | Westmalle              | Malle       | Sint-Martinuskerk                               |
| Sint-Paulus                                                       | Westmalle              | Malle       | Sint-Pauluskerk                                 |
| Sint-Elisabeth                                                    | Zoersel                | Zoersel     | Sint-Elisabethkerk                              |
| Pastorale Eenheid Heilige Veronica                                |                        |             |                                                 |
| Sint-Willibrordus                                                 | Overbroek              | Brecht      | Sint-Willibrorduskerk                           |
| Onze-Lieve-Vrouw van Lourdes                                      | Lochtenberg            | Brecht      | Onze-Lieve-Vrouw van Lourdeskerk                |
| Sint-Job                                                          | Sint-Job-in-'t-Goor    | Brecht      | Sint-Jobkerk                                    |
| Sint-Guibertus                                                    | Schilde                | Schilde     | Sint-Guibertuskerk                              |
| Sint-Philippus                                                    | De Horst               | Schoten     | Sint-Philippuskerk                              |
| Heilig Hart                                                       | Schoten, Deuzeld       | Schoten     | Heilig Hartkerk                                 |
| Onze-Lieve-Vrouw Koningin van Alle Heiligen                       | Koningshof-Berkenrode  | Schoten     | Onze-Lieve-Vrouw Koningin van Alle Heiligenkerk |
| Heilige Familie                                                   | Schoten                | Schoten     | Heilige Familiekerk                             |
| Sint-Cordula                                                      | Schoten                | Schoten     | Sint-Cordulakerk                                |
| Onze-Lieve-Vrouw van de Bloeiende Wijngaard                       | Wijnegem               | Wijnegem    | Onze-Lieve-Vrouw van de Bloeiende Wijngaardkerk |
| Sint-Jacobus de Meerdere                                          | Borsbeek               | Borsbeek    | Sint-Jacobuskerk                                |
| Sint-Jan Berchmans                                                | Borsbeek               | Borsbeek    | Sint-Jan Berchmanskerk                          |
| Onze-Lieve-Vrouw Boodschap                                        | Wommelgem, Kandonklaar | Wommelgem   | Onze-Lieve-Vrouw-Boodschapkerk                  |
| Sint-Petrus en Paulus                                             | Wommelgem              | Wommelgem   | Sint-Petrus en Pauluskerk                       |

### Dekenaat Zuiderkempen
| Parochie                                             | Dorp/Stad/Wijk  | Gemeente    | Kerk                                     |
| Pastorale Eenheid De Heilige Apostelen               |                 |             |                                          |
| Sint-Andries                                         | Balen           | Balen       | Sint-Andrieskerk                         |
| Sint-Hubertus                                        | Hulsen          | Balen       | Sint-Hubertuskerk                        |
| Sint-Willibrordus                                    | Olmen           | Balen       | Sint-Willibrorduskerk                    |
| Onze-Lieve-Vrouw van Altijddurende Bijstand          | Rosselaar       | Balen       | Onze-Lieve-Vrouw van Bijstandkerk        |
| Sint-Jozef                                           | Wezel           | Mol         | Sint-Jozefskerk                          |
| Onze-Lieve-Vrouw Onbevlekt                           | Gompel          | Mol         | Onze-Lieve-Vrouw Onbevlekt-Ontvangenkerk |
| Sint-Odrada                                          | Millegem        | Mol         | Sint-Odradakerk                          |
| Sint-Pieter en Pauwel                                | Mol             | Mol         | Sint-Pieter en Pauwelkerk                |
| Sint-Willibrordus                                    | Ezaart          | Mol         | Sint-Willibrorduskerk                    |
| Sint-Carolus Borromeus                               | Rauw            | Mol         | Sint-Carolus Borromeuskerk               |
| Sint-Bernardus                                       | Sluis           | Mol         | Sint-Bernarduskerk                       |
| Pastorale Eenheid Heilige Dimpna en Gerebernus       |                 |             |                                          |
| Sint-Lambertus                                       | Bel             | Geel        | Sint-Lambertuskerk                       |
| Sint-Franciscus van Assisi                           | Elsum           | Geel        | Sint-Franciscuskerk                      |
| Sint-Amandus                                         | Geel            | Geel        | Sint-Amanduskerk                         |
| Sint-Dimpna                                          | Geel            | Geel        | Sint-Dimpnakerk                          |
| Sint-Gerebernus                                      | Geel Punt       | Geel        | Sint-Gerebernuskerk                      |
| Sint-Jozef                                           | Holven          | Geel        | Sint-Jozefskerk                          |
| Onze-Lieve-Vrouw Bezoeking                           | Larum           | Geel        | Onze-Lieve-Vrouw-Bezoekingkerk           |
| Sint-Lucia                                           | Oosterlo        | Geel        | Sint-Luciakerk                           |
| Sint-Apollonia                                       | Stelen          | Geel        | Sint-Apolloniakerk                       |
| Sint-Hubertus                                        | Ten Aard        | Geel        | Sint-Hubertuskerk                        |
| Heilig Hart                                          | Winkelomheide   | Geel        | Heilig Hartkerk                          |
| Sint-Laurentius                                      | Zammel          | Geel        | Sint-Laurentiuskerk                      |
| Pastorale Eenheid Heilige Norbertus Meerhout-Laakdal |                 |             |                                          |
| Sint-Lambertus                                       | Eindhout        | Laakdal     | Sint-Lambertuskerk                       |
| Sint-Gertrudis                                       | Vorst           | Laakdal     | Sint-Gertrudiskerk                       |
| Sint-Niklaas                                         | Meerlaar        | Laakdal     | Sint-Niklaaskerk                         |
| Onze-Lieve-Vrouw                                     | Veerle          | Laakdal     | Onze-Lieve-Vrouwekerk                    |
| Onze-Lieve-Vrouw                                     | Gestel          | Meerhout    | Onze-Lieve-Vrouwekerk                    |
| Sint-Trudo                                           | Meerhout        | Meerhout    | Sint-Trudokerk                           |
| Sint-Bavo                                            | Zittaart        | Meerhout    | Sint-Bavokerk                            |
| Pastorale Eenheid Heilige Thomas                     |                 |             |                                          |
| Onze-Lieve-Vrouw ten Hemel Opgenomen                 | Bouwel          | Grobbendonk | Onze-Lieve-Vrouw-ten-Hemel-Opgenomenkerk |
| Sint-Lambertus                                       | Grobbendonk     | Grobbendonk | Sint-Lambertuskerk                       |
| Sint-Pieter en Pauwel                                | Herenthout      | Herenthout  | Sint-Petrus en Pauluskerk                |
| Sint-Pieter                                          | Vorselaar       | Vorselaar   | Sint-Pieterskerk                         |
| Onze-Lieve-Vrouw Geboorte                            | Achter-Olen     | Olen        | Onze-Lieve-Vrouw Geboortekerk            |
| Sint-Antonius van Padua                              | Herentals       | Herentals   | Sint-Antonius van Paduakerk              |
| Sint-Catharina                                       | Herentals       | Herentals   | Sint-Catharinakerk                       |
| Sint-Waldetrudis                                     | Herentals       | Herentals   | Sint-Waldetrudiskerk                     |
| Sint-Jan de Doper                                    | Herentals       | Herentals   | Sint-Jan de Doperkerk                    |
| Sint-Niklaas                                         | Morkhoven       | Herentals   | Sint-Niklaaskerk                         |
| Sint-Bavo                                            | Noorderwijk     | Herentals   | Sint-Bavokerk                            |
| Sint-Jozef                                           | Sint-Jozef-Olen | Olen        | Sint-Jozefskerk                          |
| Sint-Martinus                                        | Olen            | Olen        | Sint-Martinuskerk                        |
| Pastorale Eenheid Heilige Prisca en Aquila           |                 |             |                                          |
| Onze-Lieve-Vrouw ten Hemel Opgenomen                 | Bergom          | Herselt     | Onze-Lieve-Vrouw-ten-Heme-Opgenomenkerk  |
| Onze-Lieve-Vrouw Onbevlekt Ontvangen                 | Blauberg        | Herselt     | Onze-Lieve-Vrouw-Onbevlekt-Ontvangenkerk |
| Sint-Servatius                                       | Herselt         | Herselt     | Sint-Servatiuskerk                       |
| Sint-Carolus Borromeus                               | Heultje         | Westerlo    | Sint-Carolus Borromeuskerk               |
| Sint-Adriaan                                         | Houtvenne       | Hulshout    | Sint-Adrianuskerk                        |
| Sint-Mattheus                                        | Hulshout        | Hulshout    | Sint-Mattheüskerk                        |
| Sint-Michiel                                         | Oevel           | Westerlo    | Sint-Michielskerk                        |
| Onze-Lieve-Vrouw Bezoeking                           | Oosterwijk      | Westerlo    | Onze-Lieve-Vrouw-Bezoekingkerk           |
| Sint-Hubertus                                        | Ramsel          | Herselt     | Sint-Hubertuskerk                        |
| Sint-Anna                                            | Tongerlo        | Westerlo    | Sint-Annakerk                            |
| Onze-Lieve-Vrouw ten Hemel Opgenomen                 | Voortkapel      | Westerlo    | Onze-Lieve-Vrouw-ten-Hemel-Opgenomenkerk |
| Sint-Lambertus                                       | Westerlo        | Westerlo    | Sint-Lambertuskerk                       |
| Sint-Michiel                                         | Westmeerbeek    | Hulshout    | Sint-Michielskerk                        |
| Sint-Niklaas                                         | Zoerle-Parwijs  | Westerlo    | Sint-Niklaaskerk                         |